# Cecil (Georgie)
Cecil je město v Cook County, v Georgii, ve Spojených státech amerických. V roce 2011 žilo ve městě 287 obyvatel.

## Demografie
Podle sčítání lidí v roce 2000 žilo ve městě 265 obyvatel, 118 domácností a 77 rodin. V roce 2011 žilo ve městě 131 mužů (45,8%), a 156 žen (54,2%). Průměrný věk obyvatele je 39 let.